# Oreské (Michalovce)
Oreské (ungarisch Ordasfalva – bis 1907 Oreszka) ist eine Gemeinde im Osten der Slowakei mit 474 Einwohnern (Stand 31. Dezember 2024), die zum Okres Michalovce, einem Teil des Košický kraj, gehört und in der traditionellen Landschaft Zemplín liegt.

## Geographie

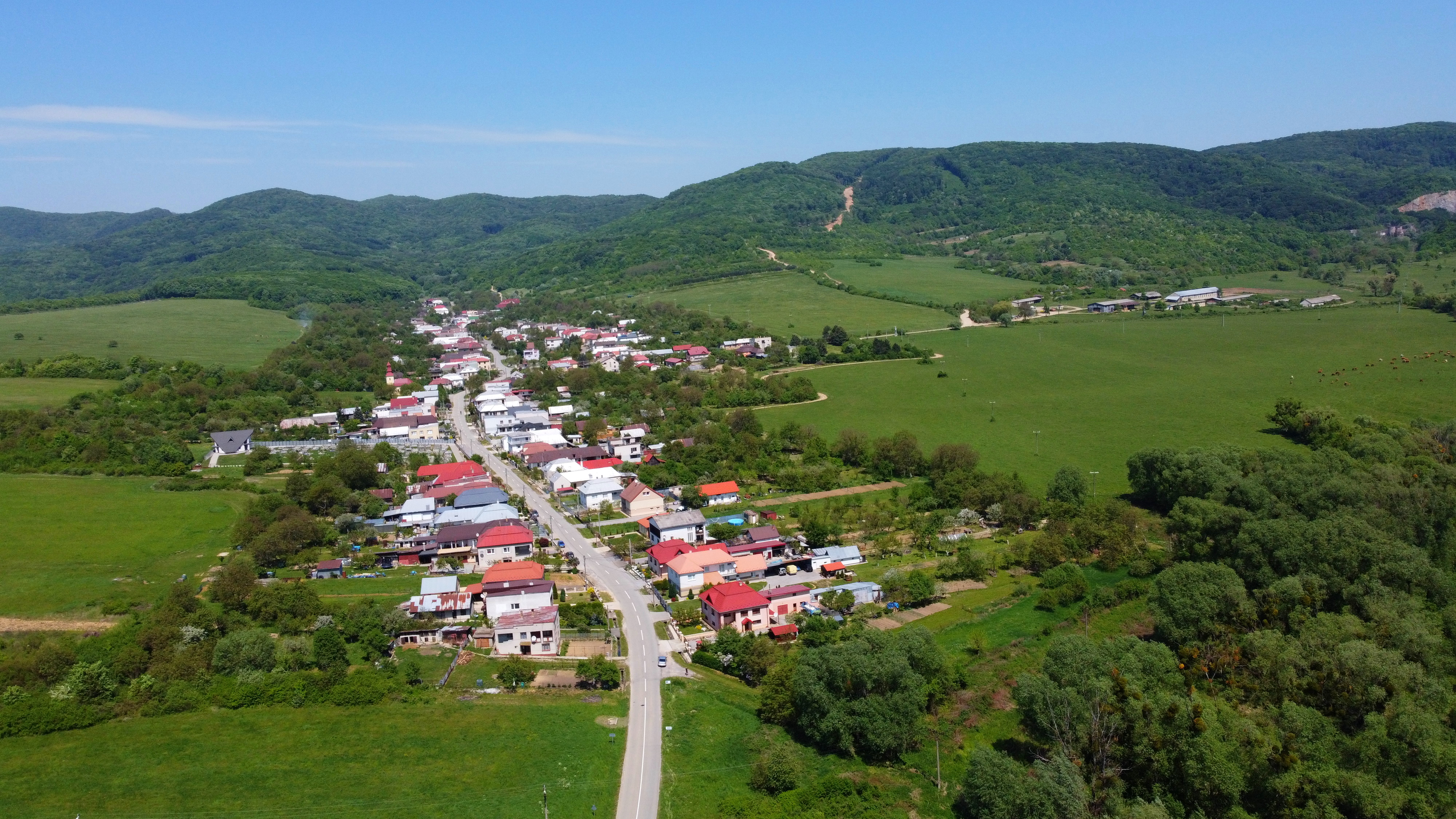
Blick zum Ort

Die Gemeinde befindet sich im Ostslowakischen Hügelland im Ostslowakischen Tiefland unterhalb des westlichen Ausläufers des Vihorlatgebirges, der Humenské vrchy (Hügel von Humenné) heißt. Die Fließgewässer gehören zum Einzugsgebiet des Laborec. Das Ortszentrum liegt auf einer Höhe von 183 m n.m. und ist 13 Kilometer von Michalovce entfernt.
Nachbargemeinden sind Jasenov im Norden, Chlmec im Nordosten, Porúbka im Osten, Trnava pri Laborci im Südosten, Zbudza im Süden und Staré im Westen.

## Geschichte
Das Gemeindegebiet von Oreské wurde in der Jungsteinzeit besiedelt, mit Überresten einer Siedlung der Bükker Kultur sowie einer slawischen Siedlung aus dem 11. und 12. Jahrhundert.
Oreské wurde zum ersten Mal 1358 als Orozka schriftlich erwähnt, weitere historische Bezeichnungen sind unter anderen Oreska (1773) und Oreskáč (1808). Im Jahr der Ersterwähnung war die damalige Siedlung Besitz des Landadels, als Gemeinde taucht Oreské erstmals im Jahr 1418 auf. Das Dorf gehörte später zur Herrschaft von Großmichel-Tibava. 1427 wurden 11 Porta verzeichnet.
1715 gab es Weingärten, 17 verlassene und acht bewohnte Haushalte. 1787 hatte die Ortschaft 39 Häuser und 284 Einwohner, 1828 zählte man 64 Häuser und 469 Einwohner, die als Köhler und Landwirte, bis zum 18. Jahrhundert auch als Winzer beschäftigt waren. Bis zum 20. Jahrhundert besaß die Familie Sztáray die Ortsgüter.
Bis 1918/1919 gehörte der im Komitat Semplin liegende Ort zum Königreich Ungarn und kam danach zur Tschechoslowakei beziehungsweise heute Slowakei. Auch in der Zeit der ersten tschechoslowakischen Republik verblieb die Bevölkerung bei traditionellen Einnahmequellen.

## Bevölkerung
| Jahr                | 1994 | 2004    | 2014    | 2024    |
| ------------------- | ---- | ------- | ------- | ------- |
| Anzahl der Personen | 525  | 495     | 481     | 474     |
| Unterschied         |      | −5,71 % | −2,82 % | −1,45 % |

| Jahr                | 2023 | 2024    |
| ------------------- | ---- | ------- |
| Anzahl der Personen | 480  | 474     |
| Unterschied         |      | −1,25 % |

Nach der Volkszählung 2011 wohnten in Oreské 485 Einwohner, davon 474 Slowaken, zwei Tschechen sowie jeweils ein Bulgare, Deutscher und Russine. Sechs Einwohner machten keine Angabe zur Ethnie.
343 Einwohner bekannten sich zur römisch-katholischen Kirche, 117 Einwohner zur griechisch-katholischen Kirche, drei Einwohner zur orthodoxen Kirche, zwei Einwohner zur Evangelischen Kirche A. B. und ein Einwohner zur reformierten Kirche. Sechs Einwohner waren konfessionslos und bei 13 Einwohnern wurde die Konfession nicht ermittelt.

## Bauwerke und Denkmäler
- griechisch-katholische Kirche Schutz der allheiligen Gottesmutter im barock-klassizistischen Stil aus dem späten 18. Jahrhundert[6]
- römisch-katholische Josefskirche im klassizistischen Stil aus dem Jahr 1833[7]

## Verkehr
In Oreské endet die Cesta III. triedy 3742 („Straße 3. Ordnung“) von Zbudza heraus.